# 李钊庄镇
李钊庄镇，是中华人民共和国河北省唐山市丰润区下辖的一个乡镇级行政单位。

## 行政区划
李钊庄镇下辖以下地区：
李钊庄村、大王庄村、于仙庄村、小杨庄村、冯家庄村、杨西庄村、赵辛庄村、杨彬庄村、大漫港村、小漫港村、韩家庄村、牛头甸村、赵官庄村、刘宗铺村、小铺村、王仙庄村、后蒲泊村、前蒲泊村、田凤庄村、张官庄村、李虎庄村、大官沽堼村、小官沽堼村和杨胖庄村。